# Vuelo 980 de Eastern Air Lines
El 1 de enero de 1985, el vuelo 980 de Eastern Air Lines, un Boeing 727-200, impactó el monte Illimani a una altitud de 6530 metros (19600 pies) aproximadamente, en las proximidades de La Paz, Bolivia. El avión despegó del Aeropuerto Internacional Silvio Pettirossi en Asunción, Paraguay con destino Aeropuerto Internacional El Alto en La Paz, Bolivia. Todos los 19 pasajeros y 10 tripulantes fallecieron.
El accidente permanece siendo el vuelo controlado contra el terreno a mayor altitud en la historia de la aviación comercial.

## Desarrollo
Los pilotos del Boeing reportaron que estaban cruzando la intersección DAKON, a 55 millas al sureste de La Paz y a 25,000 mil pies de altura sobre el nivel del mar. El ATC autorizó a la tripulación para descender a 18,000 pies, lo que fue confirmado y ejecutado por los pilotos.
Aunque se suponía que el Boeing 727 aproximaría La Paz a través de la vía aérea UA 320, en un radial de 134°, la tripulación desvió la aeronave notablemente después de la intersección DAKON por razones que se desconocen hasta el día de hoy. Se cree que la tripulación estaba tratando de evitar el mal clima.
El avión impactó a 19,600 pies al nivel del nevado andino Illimani, cuyo pico está a 21,000 pies sobre el nivel del mar, aproximadamente a 26 millas náuticas del VOR/DME de La Paz y a 25 millas náuticas de la Pista 09R del Aeropuerto Internacional El Alto, La Paz.
La mala visibilidad debido a la noche oscura y la falta de referencias visuales en el área contribuyeron a la inhabilidad de la tripulación para poder ver y evitar el terreno en su trayecto.
Debido a la nieve y a la altura del lugar del siniestro nunca se pudo recuperar ninguna de las cajas negras del avión.

## Pasajeros y tripulación
Entre los pasajeros de la nave se encontraban ciudadanos paraguayos, coreanos, chilenos, argentinos y norteamericanos entre los que se encontraba la esposa del entonces embajador de Estados Unidos en Paraguay. El accidente causó conmoción en Paraguay, desapareció casi la totalidad de la familia del conocido empresario Enrique Matalón, una joven de 20 años Julio Alvarado que viajaba para completar sus estudios y un conocido rugbista del Cristo Rey.

## Búsqueda y rescate de restos
Tras declararse desaparecida la nave se inició la búsqueda identificándose el nevado Illimani como el lugar donde la nave habría impactado, dos días después, el 3 de enero, se hallaron partes de la nave y se comenzó a descartar la posibilidad de hallar sobrevivientes, un grupo de tres montañistas bolivianos: Juan Carlos Ando, Freddy Ortiz, y el conocido montañista Bernardo Guarachi realizaron el ascenso al lugar del accidente declararon que no existían sobrevivientes y aconsejaron postergar las búsquedas, tras un dictamen de expertos norteamericanos, nueve días después y ante las dificultades de la búsqueda por los factores climáticos se suspendieron las labores de rescate.
En 2006 el andinista Juan Carlos Escobar afirmó haber identificado el lugar y encontrado restos de la nave, como la turbina y pertenencias de los pasajeros, afirmó también haber encontrado pieles de reptiles que pudieron haber estado siendo transportados de manera irregular en el vuelo.
Durante junio de 2016 dos ciudadanos norteamericanos ascendieron a la montaña en busca de la caja negra de la aeronave en un operativo denominado operación Thonapa hallaron restos de la nave, la posible caja negra y restos humanos. Ante la comunicación de estos hallazgos el gobierno de Paraguay solicitó informe a las autoridades bolivianas.
En 2017 la NTSB declaró que lo que se encontró en la expedición de 2016 no fue la caja negra y solo era un bastidor que lo había fijado al avión, y un carrete prometedor resultó ser una cinta de video U-Matic de tres cuartas pulgadas que contenía un episodio de 18 minutos de la serie "I Spy" doblada al español.